# Нижнебалтачевский сельсовет
Нижнебалтачевский сельсовет — муниципальное образование в Татышлинском районе Башкортостана.
Административный центр — село Нижнебалтачево.

## История
Согласно Закону о границах, статусе и административных центрах муниципальных образований в Республике Башкортостан имеет статус сельского поселения.

## Население
| 2002  | 2009  | 2010  | 2012  | 2013  | 2014  | 2015  |
| ----- | ----- | ----- | ----- | ----- | ----- | ----- |
| 1931  | ↘1802 | ↗1857 | ↘1801 | ↘1771 | ↘1754 | ↘1705 |
| 2016  | 2017  | 2018  |       |       |       |       |
| ↘1644 | ↘1634 | ↘1614 |       |       |       |       |

## Состав сельского поселения
| №  | Населённый пункт | Тип населённого пункта       | Население |
| -- | ---------------- | ---------------------------- | --------- |
| 1  | Нижнебалтачево   | село, административный центр | ↗739      |
| 2  | Бигинеево        | деревня                      | ↗205      |
| 3  | Старый Кызыл-Яр  | деревня                      | ↗201      |
| 4  | Верхнебалтачево  | деревня                      | ↗189      |
| 5  | Ивановка         | деревня                      | ↗142      |
| 6  | Кытки-Елга       | деревня                      | ↘117      |
| 7  | Таныповка        | деревня                      | ↗101      |
| 8  | Алга             | деревня                      | ↘60       |
| 9  | Утар-Елга        | деревня                      | ↗54       |
| 10 | Дубовка          | деревня                      | ↗31       |
| 11 | Танып-Чишма      | деревня                      | ↗18       |